# 志田笙子
志田 笙子（しだ しょうこ）は、日本の作曲家。ジャンルは現代音楽、舞台音楽、ダンスミュージック。ドイツを拠点にフリーランスの作曲家として活動。作品は、ヨーロッパを中心に、アメリカ、日本、台湾など世界各地の音楽祭で演奏されている。

## 人物・来歴
静岡県出身。静岡県立静岡高等学校卒業。東京藝術大学作曲科卒業。愛知県立芸術大学音楽科、及びフェリス女学院音楽学部において講師、その後、台北市の中国文化大学音楽学科などで教授を務めた。1980年よりケルンに移住しフリーランス。これまでに、ダルムシュタット国際現代音楽夏期講習、ヴィッテン現代音楽祭、ボスヴィール音楽祭、ケルンタンツフォールム、ACL香港、ローマ、ザールブリュッケン現代音楽祭、MDRサマーフェステイバル、アースエレクトロニカ、またアメリカ、台湾、日本で演奏され、特にヨッヘン・ウルリッヒ振付によるオルフェウス（ジャン・コクトーの生涯）はヨーロッパ各地のダンスフェステイバルなどで40回以上にわたって上演されている。2022年4月10日のNHK-FM放送「現代の音楽」で日本の作曲家として取り上げられた。

## 作品
作曲
- 『Utakata』 ENZO、Recordings 2012.5
- 『Tsutomu Kojima work』 Tsutomu Kojima、サウンドスリー 2007
- 『合』 日本作曲家協議会 2006
- 『Aya』 s.n. 2001?
- 『和 責メ』 日本作曲家協議会 2001
- 『Works』 FONTEC
- 『Chutney sweet for syō』（20本の笙のためのチャッネ・スウィート） 日本作曲家協議会 1976
- 『Sonata for flute and piano : based on Japanese tea-picker's song』（フルートとピアノのためのソナタ : 茶摘み唄による） 日本作曲家協議会 1970
- 『志田笙子作品集』[4] フォンテック 2006.9